# Выборы башкана (главы) Гагаузской автономии (2023)
Выборы башкана (главы) Гагаузии в 2023 году прошли в два тура 30 апреля и 14 мая 2023 года на территории Автономного территориального образования Гагаузия, входящего в состав Республики Молдова. Должность башкана Гагаузии представляет собой одну из высших должностей в автономии; башкан Гагаузии также является членом Правительства Республики Молдова по должности.

## Обстановка перед выборами
Предыдущий башкан Гагаузии Ирина Влах была избрана 22 марта 2015 года при поддержке Партии социалистов Республики Молдова (ПСРМ), а также была переизбрана в 2019 году. В соответствии с ограничениями по количеству сроков она не имела права участвовать в выборах 2023 года.

Карта Гагаузии в составе Молдавии

После заявлений Ирины Влах, в которых она называла в качества официального языка Молдовы румынский язык, лидер ПСРМ Игорь Додон заявил, что социалисты отказываются от поддержки в её пользу как действующего на тот момент руководителя Гагаузии.
Также: Протесты в Молдавии (с 2022)

## Кандидаты
На выборах 2023 года были зарегистрированы восемь кандидатов, из которых двое являлись членами политических партий и шестеро пребывали в статусе независимых кандидатов:
| Кандидат        | Политическая партия                                     | Занимаемые должности                                                                    | Оказали поддержку                                                                                       |
| --------------- | ------------------------------------------------------- | --------------------------------------------------------------------------------------- | --- |
| Николай Дудогло | Независимый                                             | - Депутат молдавского парламента (2014—2018 гг.) - Мэр Комрата (2004—2014 гг.)          | |
| Григорий Узун   | ПСРМ                                                    | - Депутат молдавского парламента (2021)                                                 | - ПСРМ - Игорь Додон, 5-й президент Молдовы (2016—2020)                                                 |
| Михаил Формузал | Независимый, член политического движения «Альтернатива» | - Башкан Гагаузии (2006—2015)                                                           | - Виктор Петриоглу, мэр Вулканешты                                                                      |
| Виктор Петров   | Независимый                                             | - Депутат Народного Собрания Гагаузии (с 2021 года)                                     | - Гагаузский народный союз - Василе Боля, депутат парламента Молдовы от Блока коммунистов и социалистов |
| Дмитрий Кройтор | Независимый                                             | - Посол в Турции, Ливане, Египте и Иордании (с 2019 года) - Башкан Гагаузии (1999—2002) | |
| Сергей Чернев   | Независимый                                             | - Депутат Народного Собрания Гагаузии                                                   | |
| Евгения Гуцул   | Шор                                                     | Не занимала официальных постов                                                          | - Шор                                                                                                   |
| Сергей Чимпоеш  | Независимый                                             | - Депутат Народного Собрания Гагаузии (с 2021 года)                                     | |

Предвыборная кампания
Избирательную кампанию Е. Гуцул начала за две недели до выборов; на протяжении всей избирательной кампании шла поддержка от ряда пророссийских политиков[каких?][где?], также деятелей культуры России (например, Филипп Киркоров, Николай Басков, Стас Михайлов сняли видеоклип, в котором пели гимн АТО Гагаузии на русском языке, призвав проголосовать за Евгению Гуцул во втором туре выборов).

## Результаты
В первом туре 30 апреля победили 36-летний Григорий Узун и 37-летняя Евгения Гуцул (Узуна поддерживает Партия социалистов экс-президента Игоря Додона, Гуцул выдвинула  партия «Шор»); явка составила 57,8 %.
Второй тур состоялся 14 мая; явка составила 54,56 %. Победу одержала представительница партии «Шор» Евгения Гуцул, набрав 27 376 (52,34 %) голосов (Узун набрал 47,66 % голосов).
| Кандидат                    | Кандидат                    | Субъект выдвижения          | Первый тур | Первый тур | Второй тур | Второй тур |
| Кандидат                    | Кандидат                    | Субъект выдвижения          | Голосов    | %          | Голосов    | %          |
| --------------------------- | --------------------------- | --------------------------- | ---------- | ---------- | ---------- | ---------- |
|                             | Евгения Гуцул               | ШОР                         | 14 890     | 26,47      | 27 374     | 52,34      |
|                             | Григорий Узун               | Партия социалистов          | 14 849     | 26,40      | 24 926     | 47,66      |
|                             | Виктор Петров               | Партия коммунистов          | 9133       | 16,24      |            |            |
|                             | Дмитрий Кройтор             | Независимый кандидат        | 5825       | 10,35      |            |            |
|                             | Николай Дудогло             | Независимый кандидат        | 5059       | 8,99       |            |            |
|                             | Сергей Чимпоеш              | Независимый кандидат        | 3228       | 5,74       |            |            |
|                             | Михаил Формузал             | Независимый кандидат        | 1969       | 3,50       |            |            |
|                             | Сергей Чернев               | Независимый кандидат        | 1301       | 2,31       |            |            |
| Действительных бюллетеней   | Действительных бюллетеней   | Действительных бюллетеней   | 56 254     | 98,51      | 52 300     | 97,44      |
| Недействительных бюллетеней | Недействительных бюллетеней | Недействительных бюллетеней | 853        | 1,49       | 1376       | 2,56       |
| Всего бюллетеней            | Всего бюллетеней            | Всего бюллетеней            | 57 107     | 100,00     | 53 676     | 100,00     |
| Явка избирателей            | Явка избирателей            | Явка избирателей            | 92 563     | 61,70      | 92 558     | 57,99      |

## Последствия
После первого тура, 7 мая Национальный центр борьбы с коррупцией (НЦБК) Республики Молдова провёл обыски в территориальных организациях партии «Шор» в Гагаузии по делу о подкупе избирателей во время первого тура и получении денег от преступной группировки; 13 мая сотрудники НЦБК продолжили обыски по делу о подкупе избирателей.
Премьер-министр Дорин Речан на заседании Правительства республики выступил с заявлением что центральные власти Молдовы настаивают на непризнании результатов проведенных выборов башкана, после того, как на них выиграла представитель оппозиционной партии «Шор»:
«Башкан Гагаузии должен быть выбран согласно законодательству Молдовы и законодательству автономии. Так и будет. Призываю вас к спокойствию. Государственные органы Молдовы будут работать, а Конституция Молдовы, напомню, гарантирует всем гражданам Молдовы право на справедливый избирательный процесс. А проблемы, которые были выявлены и задокументированы, представлены в соответствующие инстанции, которые дадут им оценку. Еще раз подчеркну. Любые выборы, в какой бы части Молдовы они ни проходили — должны проходить в соответствии с действующим законодательством», — заявил премьер. Президент Санду заявила, что власть в Гагаузии оказалась «в руках пророссийской преступной группировки». 

## Реакция
Представители румынской прессы подвергли критике тот факт, что все кандидаты, по их мнению, так или иначе отстаивают пророссийские, евроскептические и антирумынские позиции.